# Stazione di Sacile
Stazione di Sacile vasútállomás Olaszországban, Sacile településen.

## Vasútvonalak
Az állomást az alábbi vasútvonalak érintik:
- Velence–Udine-vasútvonal
- Gemona del Friuli–Sacile-vasútvonal

## Kapcsolódó állomások
A vasútállomáshoz az alábbi állomások vannak a legközelebb:
- Stazione di Fontanafredda (Stazione di Udine, Velence–Udine-vasútvonal)
- Stazione di Orsago (Stazione di Venezia Santa Lucia, Velence–Udine-vasútvonal)
- Stazione di Sacile San Liberale (Stazione di Gemona del Friuli, Gemona del Friuli–Sacile-vasútvonal)